# Max Andriano
Max Andriano (* 28. August 1867 in Heidelberg; † 1. März 1933 in Wiesbaden) war ein deutscher Bühnenschauspieler mit gelegentlichen Ausflügen zur Theaterregie.

## Leben und Wirken
Der gebürtige Heidelberger wuchs in Mannheim auf, wo er Schüler des Hofschauspielers Adolf Bauer wurde und als Schauspiel-Volontär am Hoftheater mitwirken durfte. Am 7. Oktober 1887 gab Max Andriano seinen offiziellen Einstand als Schauspieler. In der Folgezeit ging Andriano an mehrere kleine Bühnen, wo er auftrat, aber auch Regie führte. Mit seiner Ankunft in Wiesbaden, wo er als Erster Charakterkomiker am Königlichen Theater (nach 1918: Staatstheater) ein Auskommen fand, begann Andrianos künstlerisch bedeutendste Zeit.
Rund drei Jahrzehnte lang blieb er dieser Bühne bis kurz vor seinem Ableben im Alter von 65 Jahren treu und durfte dort gelegentlich auch Regie führen. Besonderen Erfolg hatte Andriano in Shakespeare-Stücken, Singspielen und Operetten. Zu seinen wichtigsten Rollen zählen der Zettel in Ein Sommernachtstraum, der Malvolio in Was ihr wollt, der Giesecke in Im weißen Rößl, der Zsupan in Der Zigeunerbaron, der Fabrikant Wiedebrecht im Lustspiel Im bunten Rock, der Tischler Engstrand in Ibsens Gespenster und der Kollege Crampton im gleichnamigen Hauptmann-Stück.